# Isotopes du tennesse
Le tennesse (Ts, numéro atomique 117) est le dernier des éléments synthétiques à avoir été synthétisé (2016) et beaucoup de données le concernant sont encore hypothétiques. Comme tous les éléments synthétiques, il ne possède pas d'isotopes stables et n'a pas de masse atomique standard. Les premiers isotopes (et les seuls en 2016) synthétisés ont été 293Ts et 294Ts en 2009. L'isotope qui a la plus grande durée de vie est 294Ts avec une demi-vie de 51 ms.

## Table
| Symbole du nucléide | Z(p) | N(n) | Masse isotopique (u) | Demi-vie       | Mode de désintégration | Isotope fils | Spin nucléaire |
| ------------------- | ---- | ---- | -------------------- | -------------- | ---------------------- | ------------ | -------------- |
| 293Ts               | 117  | 176  | 293,20824(89)#       | 22 (+8−4) ms   | α                      | 289Mc        |                |
| 294Ts               | 117  | 177  | 294,21046(74)#       | 51 (+41−16) ms | α                      | 290Mc        |                |

- Les valeurs marquées # ne sont pas purement dérivées des données expérimentales, mais aussi au moins en partie à partir des tendances systématiques. Les spins avec des arguments d'affectation faibles sont entre parenthèses.
- Les incertitudes sont données de façon concise entre parenthèses après la décimale correspondante. Les valeurs d'incertitude dénotent un écart-type, à l'exception de la composition isotopique et de la masse atomique standard de l'IUPAC qui utilisent des incertitudes élargies.